# Epeiosz (Panopeusz fia)
Epeiosz (i. e. 10. század?) görög szobrász.
Minden bizonnyal mitológiai alak, aki egy vagy több, talán valóban élt mester életéből meríti életének részleteit. Az ókori hagyomány szerint Panopeusz fia, műértő és kézügyességéről híres hős volt, aki Pallasz Athéné segítségével megépítette a trójai falovat. A hagyomány egy faragott Hermész-képet is neki tulajdonít Argoszban. A görög képzőművészet (különösen a vörös alakos vázafestészet) sokat foglalkozott alakjával. Polügnótosz nagy képén a delphoi szentélyben szintén előfordult. Mint hős és városalapító a Kükládokról ment Trója alá, majd Itáliába, ahol megalapította Pisa és Metapontum városát. Utóbbi város Pallasz Athéné-templomában sokáig mutogatták a szerszámokat, amelyekkel a hagyomány szerint a trójai falovat készítette.